# John Paul Young
John Paul Young (Glasgow, Escocia, 21 de junio de 1950) es un cantante australiano nacido en Escocia, cuyo éxito más conocido es la canción de estilo disco "Love Is In The Air" ("El amor está en el aire") de 1978.

## Inicios
Nacido en Glasgow, Young se trasladó a Sídney de niño y a principios de la década de los años 1970 ya se había convertido en el cantante principal de la banda de rock de Sídney llamada Elm Tree. A principios de 1972 fue seleccionado para el papel de Ananías en la producción original australiana de Jesucristo Superstar y siguió en la producción hasta que cerró en 1974.
El productor discográfico-manager Simon Napier-Bell le oyó cantar con su grupo en un pub de Newcastle y le convenció para que firmara un contrato como artista en solitario para Albert Productions (la compañía que había producido al grupo de éxito de los años sesenta The Easybeats). Napier-Bell produjo entonces el primer éxito de Young, "Pasadena", en los estudios Armstrong de Melbourne. La canción era una coautoría con George Young y Harry Vanda de The Easybeats junto con el actor británico David Hemmings, que era socio de la discográfica británica de Napier-Bell SNB Records.
Vanda y Young también produjeron a AC/DC. Los Young habían nacido en Glasgow antes de emigrar a Australia.

## Éxitos
Cuando George y Harry volvieron a Australia asumieron la producción de Young y comenzaron a escribir y producir canciones para él. El resultado fue una serie de éxitos por toda Australia que incluían "Yesterday's Hero" ("El héroe de ayer"), "St. Louis", "The Love Game" ("Juego de amor"), "Here We Go" ("Vamos allá"), "Keep On Smiling" ("No dejes de sonreír"), "Where the Action Is" ("Donde está la acción"), "I Hate the Music" ("Odio la música") y "I Wanna Do It With You" ("Lo quiero hacer contigo"). Además de su popularidad en Australia también logró éxitos en Europa, Asia y Sudáfrica]. "Yesterday's Hero" se convirtió, además, en un éxito considerable en los Estados Unidos.
En 1977 publicó una canción discotequera titulada "Standing in the Rain" ("Bajo la lluvia"), que se convirtió en un gran éxito por toda Europa. La siguiente, "Love is in the Air", llegó a ser su único éxito a nivel mundial durante 1978, alcanzando el número 2 en las listas australianas, el 7 en las de Estados Unidos y el 5 en las del Reino Unido. Esa canción fue citada poco después en la letra del éxito "On the Radio" de Donna Summer y con el tiempo se convertiría en un clásico de la música disco. Fue remezclada por el grupo de música house Milk & Sugar en el año 2001.
Los siguientes singles, como "The Day That My Heart Caught Fire" ("El día en que mi corazón se incendió") y "Heaven sent" ("Enviada del cielo"), continuaron el estilo discotequero pero no llegaron al público. Cambió a un estilo algo más roquero durante los años 1980 y alcanzó su último éxito australiano en 1983 con el single "Soldier of Fortune" ("Soldado de fortuna").

## Carrera posterior
John dejó de grabar canciones nuevas y se concentró en una segunda carrera como disc jockey de radio hasta que se hizo la película Strictly Ballroom (Salón estrictamente) en 1992. En ella se oía una nueva versión de "Love is in the Air" y se convirtió en un éxito mundial, por lo que el single de Young volvió a subir a la cumbre en el número 2 de las listas australianas y fue un éxito considerable en el Reino Unido.
En el año 2000 actuó ante el mayor público que tuvo jamás como artista invitado de la Ceremonia de Clausura de los Juegos Olímpicos del 2000.
En 2006 volvió al estudio de Flashpoint Music para grabar su primer álbum con material nuevo tras muchos años, "In Too Deep" (Hacia lo profundo, con un juego de sonidos de palabras), que le hizo reencontrarse con su productor de éxitos de los años 70 Harry Vanda como productor y letrista principal.
John apareció en la serie de conciertos titulada Countdown Spectacular 2 en Australia entre finales de agosto y principios de septiembre de 2007. Cantó dos canciones que incluían la favorita "Love is in the Air".

## Trabajo social
Durante muchos años John ha ayudado en obras sociales para los niños. Participa en la fiesta benéfica Archivado el 18 de septiembre de 2008 en Wayback Machine. de Nueva Gales del Sur como participante en uno de los viejos automóviles y como animador en el desfile. Además colabora con el servicio de transportes de emergencia NETS (Nueva Gales del Sur) a través de su famosa gala de recaudación de fondos 4WD4Kids.

## Discografía

### Álbumes de estudio
- Hero (1975)
- J.P.Y. (1976)
- Green (1977)
- Love Is in the Air (1978)
- Heaven Sent (1979)
- The Singer (1981)
- One Foot in Front (1983)
- Now (1996)
- In Too Deep (2006)

### Álbumes Recopilatorios
- All the Best (1977)
- Love Is in the Air (1978)
- John Paul Young 1974–1979 (1979)
- Classic Hits (1988)
- Yesterday's Hero (1992)
- The Very Best of (1994)

### EP álbumes
- The Golden Dance-Floor Hits Vol. 10 (1987)